# Années 370
Les années 370 couvrent la période de 370 à 379.

## Événements
- 370 : incursion des Saxons au nord de la Gaule mentionnée par Ammien Marcellin[1].
- 370-371 : renforcement du limes de Germanie contre les invasions des Alamans[2].
- 371 ou 372 : Martin devient évêque de Tours (fin en 397). Il fonde l’abbaye de Marmoutier et organise l’évangélisation des campagnes[3].
- 372-373 : Augustin, âgé de 19 ans, adhère au manichéisme (fin en 381-382)[4].
- 372-374 : Théodose l'Ancien écrase les Maures révoltés conduits par l’usurpateur Firmus en Afrique[5].
- 374 : apparition des Huns en Russie méridionale. Sous Balamir (ou Balamber), ils avancent vers les territoires des Alains, peuple puissant établi entre la Volga et le Don, dont ils mettent l’armée en déroute lors d’une bataille sur les berges du Don[6].
- 375 : Valentinien Ier vainc les Quades et les Sarmates. Après sa mort d'apoplexie ses fils Gratien et Valentinien II règnent en Occident, le dernier sous la régence de sa mère Justine[7].

- 375-427 : rédaction du Talmud de Babylone par Rav Ashi, amora de l’académie de Sura[8].

- 375-378 : Jérôme de Stridon (347-420) se retire au désert de Chalcis, en Syrie[9].

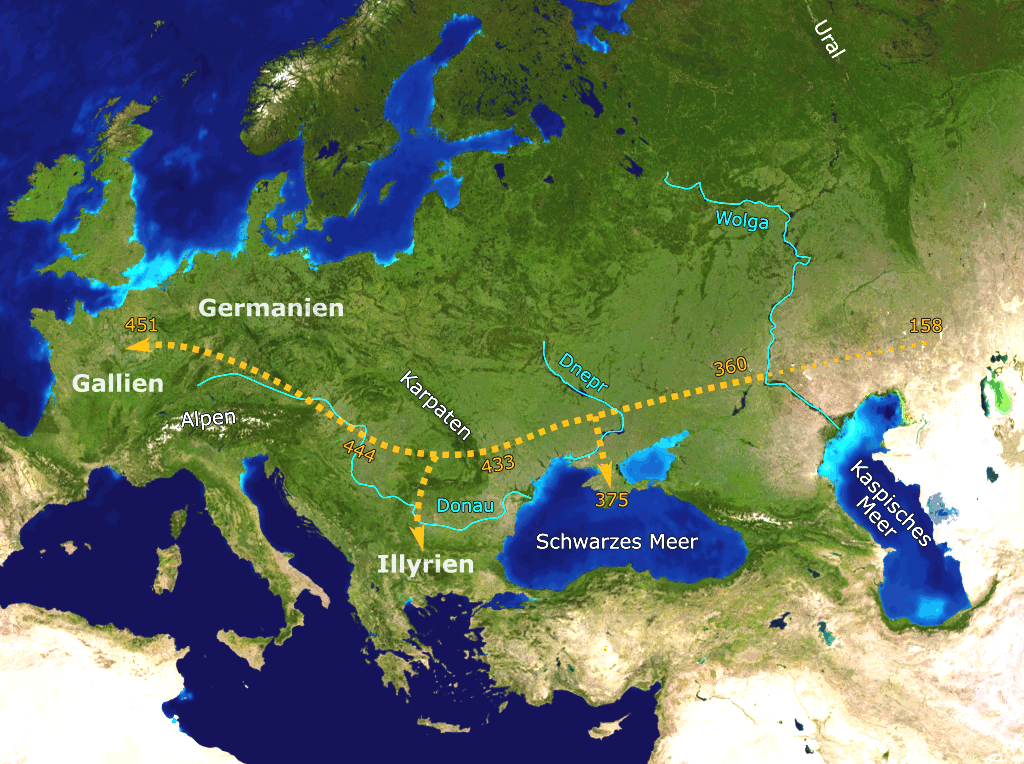
Tracé suggéré de la migration des Huns vers l'ouest.

- 375-376 : soumission des Ostrogoths par les Huns. Leur roi Ermanaric se suicide. Les Goths, sous la pression, se scindent en deux groupes. Les Ostrogoths peuplent alors un vaste royaume à l’est du Dniepr sur les côtes de la mer Noire (recouvrant en partie l’Ukraine et la Biélorussie actuelles), tandis que les Wisigoths occupent la région à l’ouest du Dniepr jusqu’au Danube. Les Wisigoths traversent le Danube en 376 avec la permission de Valens. Exploités par les fonctionnaires romains, ils se révoltent et ravagent la Thrace en 377 sont victorieux des Romains à la bataille d'Andrinople, où Valens est tué, en 378[10].
  - Les villages et les cimetières abandonnés dans la plaine du bas Danube témoignent de la fuite des Goths entre 376 et 381. Les Goths cachent leurs bijoux d’argent et d’or en Transylvanie et les y laissent[11].
  - Après leur victoire, les Huns s’occupent pendant une vingtaine d’années d’organiser leur empire euro-oriental[11].
- Vers 378 : le clan mongol des Huns Hephtalites est chassé de l’Altaï par les Jéou-jan. Il émigre vers la Sogdiane d’où il expulse les Yuezhi puis se heurte aux Sassanides (429)[12].

## Personnages significatifs
- Ambroise de Milan
- Ausone
- Basile de Césarée
- Chandragupta II
- Ermanaric
- Firmus (général maure)
- Gratien
- Grégoire de Nazianze
- Jérôme de Stridon
- Justine (impératrice)
- Martin de Tours
- Shapur II
- Valentinien
- Valentinien II
- Valens